# Лаура Гроесенекен
Лаура Гроесенекен (30. април 1990), позната под уметничким именом Sennek, је белгијска певачица и текстописац која је широј публици постала позната као представница Белгије на Песми Евровизије 2018. године.

## Биографија
Лаура Гроесенекен је рођена 30. априла 1990. у Левену, у Белгији. Наступала је као клавијатуриста белгијског музичара Озарка Хенрија на бројним догађајима попут фестивала Rock Werchter. Радила је као дизајнер простора за компанију ИКЕА, а истовремено је радила и као вокални тренер у Левену. 28. септембра 2017. године је интерно изабрана да представља Белгију на Песми Евровизије 2018. године у Лисабону са песмом A Matter Of Time, која је објављена 4. марта 2018. Песму су компоновали Алекс Калијер (члан познатог бенда Hooverphonic), Максим Трибеш, као и сама певачица. Наступала је у првом полуфиналу из којег се није пласирала у финале. Била је дванаеста у полуфиналу са 91 освојеним бодом.
- Kaleidoscope (2017)
- Butterfly (2017)
- A Matter Of Time (2018)
- Endlessly (2019)